# Casas Ramos
Las Casas Ramos o Casa Ramos (en catalán: Cases Ramos), es un edificio de viviendas modernista, obra del arquitecto de Jaume Torres i Grau, declarado Bien de Interés Cultural (BIC) y Bien Cultural de Interés Nacional de Cataluña, ubicado en la ciudad española de Barcelona.

## Descripción
El edificio está pensado como un cuerpo único con un frente principal más cuidado que se orienta hacia la plaza de Lesseps y una fachada lateral mucho más sencilla. El frontispicio está rematado en piedra. Las diversas plantas se diferencian en cinco clases diferentes: planta baja, entresuelo, principal, las plantas tipo y la última planta, enfatizando especialmente el diseño de la principal y parte del entresuelo. La fachada fue realizada con fondos de esgrafiados beige y dibujos blancos con adornos chapados. Las tribunas de piedra arenisca de Montjuïc y los balcones con barandillas de forja completan la obra
Todos los elementos que se utilizan en la construcción del remate del conjunto tienen un aire medieval, más concreto, gótico. Cabe mencionar, entre los elementos muebles, una gran lámpara de forja de tres brazos situada en el patio, donde se aprecia la influencia del Lluís Domènech. También ofrecen interés las placas de los timbres, elaboradas como figuras en latón, dentro de la corriente modernista.

## Historia
La edificación se sitúa en la plaza Lesseps de Barcelona, en el Distrito de Sarrià-Sant Gervasi. Su realización en 1906, coincide con el año en que se programa y se difunde el nuevo concepto estético que pretende combatir el modernismo, bautizado como novecentista por Eugeni d'Ors desde el Glosario de La Veu de Catalunya. A pesar de eso, la casa Ramos, obra temprana de Torres Grau, parece haber recibido influencias de Domènech i Muntaner y Puig i Cadafalch, aunque dentro del movimiento modernista. Nueve años antes, el pueblo de Gracia había sido anexado a la ciudad de Barcelona. Las edificaciones de la zona eran construcciones de dos o tres plantas sin ningún tipo de ornamentación. Por el contrario, la casa Ramos de cinco plantas con tres cuerpos de escalera, que se proyectó en su origen como vivienda de Ricardo Ramos Cordero, consejero-fundador de Fomento de Obras y Construcciones, alcanzó una notable singularidad respecto al resto.